# 南隆街道
南隆街道，原为南隆镇，是中华人民共和国四川省南充市南部县下辖的一个乡镇级行政单位。2019年10月，撤销南隆镇和肖家乡，设立南隆街道，以原南隆镇和原肖家乡的行政区域为南隆街道的行政区域。

## 行政区划
南隆街道下辖以下地区：
望南村、改清村、罗家沟村、陡口子村、三清村、巴岩店村、清坪村、响坛村、天生桥村、古井村、龙王村、老君山村、双桥子村、红庙村、太洪村、望月村、清泉村、海会村、宏农村、清水村和袁家桥村，肖家滩村、严家湾村、老牛沟村、大山湾村、石宝地村、盐店坪村、九龙观村、枣子园村、匹驴寺村和谢家庙村。